# 帕维尔·库比纳
帕维尔·库比纳（捷克語：Pavel Kubina，1977年4月15日—），捷克男子冰球运动员。他曾代表捷克参加2002年、2006年和2010年冬季奥林匹克运动会冰球比赛，其中2006年冬季奥运会获得一枚铜牌。